# BBC Sport
BBC Sport là một bộ phận của bộ phận BBC North đưa tin thể thao quốc gia cho Đài truyền hình BBC, đài phát thanh và trực tuyến. BBC giữ bản quyền truyền hình và đài phát thanh Anh cho một số môn thể thao, phát sóng trực tiếp môn thể thao này hoặc bên cạnh các chương trình phân tích hàng đầu như Match of the Day, Test Match Special, Ski Sunday, Today at Wimbledon và trước đó là Grandstand. Kết quả, phân tích và đưa tin cũng được thêm vào Trang web Thể thao BBC  và thông qua dịch vụ truyền hình tương tác BBC Red Button.

## Lịch sử
BBC đã phát sóng thể thao trong nhiều thập kỷ dưới tên chương trình cá nhân và tiêu đề bảo hiểm. Grandstand là một trong những chương trình Thể thao đáng chú ý, phát sóng môn thể thao kể từ khi chương trình ra mắt năm 1958. BBC lần đầu tiên bắt đầu quảng cáo thương hiệu thể thao là 'BBC Sport' vào năm 1988 cho Thế vận hội Mùa hè 1988 ở Seoul, bằng cách giới thiệu chương trình này với một đoạn phim hoạt hình ngắn về một quả cầu được bao quanh bởi bốn vòng màu. Thực hành này tiếp tục trong suốt hai thập kỷ tiếp theo. Sau khi ra mắt trang web BBC News vào năm 1997, lần đầu tiên thể thao đã được đưa vào tin tức trực tuyến của BBC.
Vào tháng 5 năm 2007, BBC Trust đã phê duyệt kế hoạch cho một số bộ phận của BBC, bao gồm cả BBC Sport, sẽ được chuyển sang một sự phát triển mới ở Salford. Sự phát triển mới tại MediaCityUK đánh dấu sự phân cấp lớn của các bộ phận BBC từ London và một khoản đầu tư quan trọng ở phía bắc nước Anh nơi mà chi tiêu của BBC trong khu vực trước đây rất thấp. Bộ phận chuyển đến Quay House, MediaCityUK dần dần vào cuối năm 2011 và đầu năm 2012 với các bản tin Thể thao đầu tiên được phát từ Trung tâm Thể thao BBC mới vào ngày 5 tháng 3 năm 2012.
Vào năm 2017, BBC Sport đã ra mắt một profile mới khi phát sóng, trở thành công ty con đầu tiên của BBC thực hiện kiểu chữ công ty mới của BBC.